# Relações entre Armênia e Líbano
As relações entre Armênia e Líbano são as relações diplomáticas estabelecidas entre a República da Armênia e a República Libanesa. Estas relações são bastante amigáveis. O Líbano abriga a oitava maior população armênia no mundo e é o único país membro da Liga Árabe a reconhecer o genocídio armênio.
Durante a segunda guerra do Líbano, a Armênia anunciou que enviaria ajuda humanitária ao Líbano. De acordo com o governo armênio, uma quantidade não especificada de medicamentos, tendas e equipamentos de combate a incêndios foi distribuída às autoridades libanesas.